# Maison Mozin
La maison Mozin est une maison d'habitation unifamiliale située au 402, rue de Campine, dans le quartier de Sainte-Walburge, à Liège et construite de 1957 à 1958. Son maître d'ouvrage, Jules Mozin, est également l'architecte, qui a conçu sa maison personnelle.
La maison Mozin est, depuis le 22 février 2011, classée comme monument protégé,.

## L'architecte Jules Mozin
Jules Mozin est un architecte liégeois, né à Liège le 25 août 1914 et mort le 6 juin 1995.
Diplômé de l'Institut Saint-Luc en 1939, il intègre en 1944 le groupe d'architectes Groupe E.G.A.U (Études en Groupe d'Architecture et d'Urbanisme) nourrit de l'influence de Le Corbusier, fondé par Charles Carlier et Hyacinthe Lhoest. Leurs réalisations sont marquées par la nécessité de reconstruction et l'expansion économique d'après-guerre. Une de leurs réalisations majeures est celle de l'aménagement de la Plaine de Droixhe, une des plus grandes opérations urbaines de l'époque.
Comme les deux autres fondateurs du groupe, il obtient un certificat d'Urbaniste à l'université de Liège. Il est membre de la Commission d’Architecture et d’Urbanisme de l'APIAW (Association pour le Progrès Intellectuel et Artistique de la Wallonie).
Ses projets sont ancrés dans un style moderniste, dans un contexte où la manière de construire et de penser l'urbanisme est influencée par la révolution industrielle, dans une optique d’économie de moyens.

## Contexte

### Contexte physique
La parcelle sur laquelle est bâtie la maison Mozin est fortement en pente et présente un sol de mauvaise qualité, dû aux exploitations minières que la région a subi. 
Elle termine une enfilade de maisons traditionnelles de typologie mitoyenne liégeoise à deux versants. Cette parcelle s'ouvre sur une vue plongeante sur le centre-ville de Liège et sur le Parc de la Paix, avec sa topographie caractéristique en pente, dessiné par Jules Mozin lui-même, dans l'idée générale d'un projet inachevé de logements implantés en espaliers. De l'autre côté du parc, Mozin dessine un immeuble à appartements, la résidence De Geuldre (1960-1964), qui est la seule réalisation qui émergera de ce projet inachevé, permettant ainsi au projet de la maison Mozin de s'inscrire dans un ensemble cohérent.

### Contexte historique
Dès 1946, après les nombreuses destructions de la guerre, un diagnostic sévère est établi pour parler de Liège et de son agglomération en péril. Les difficultés économiques rencontrées ont pour effet de bouleverser la manière de construire, qui se rationalise. 
Mais le temps passe et s’ouvre alors une période de grand optimisme, où tout paraît simple et est caractérisé par la croissance économique, la généralisation de la consommation et la confiance en l’avenir. La population a des moyens financiers plus élevés et s’accroît nettement, c’est la période du baby boom.
La ville a besoin de s’adapter à ce grand changement et va le faire selon deux principes : 
1. Faciliter la circulation automobile
2. Adapter l’habitat.

Pour l’habitat, les autorités vont permettre de construire en hauteur, principalement dans les quartiers urbanisés au XIXe siècle, à haute valeur résidentielle.
Parallèlement à ces projets, arrive une deuxième génération d’architectes modernistes, qui s’efforce de penser « collectif » et qui cherche à dépasser les conditions du local, dont Jules Mozin fait partie.

### Contexte architectural

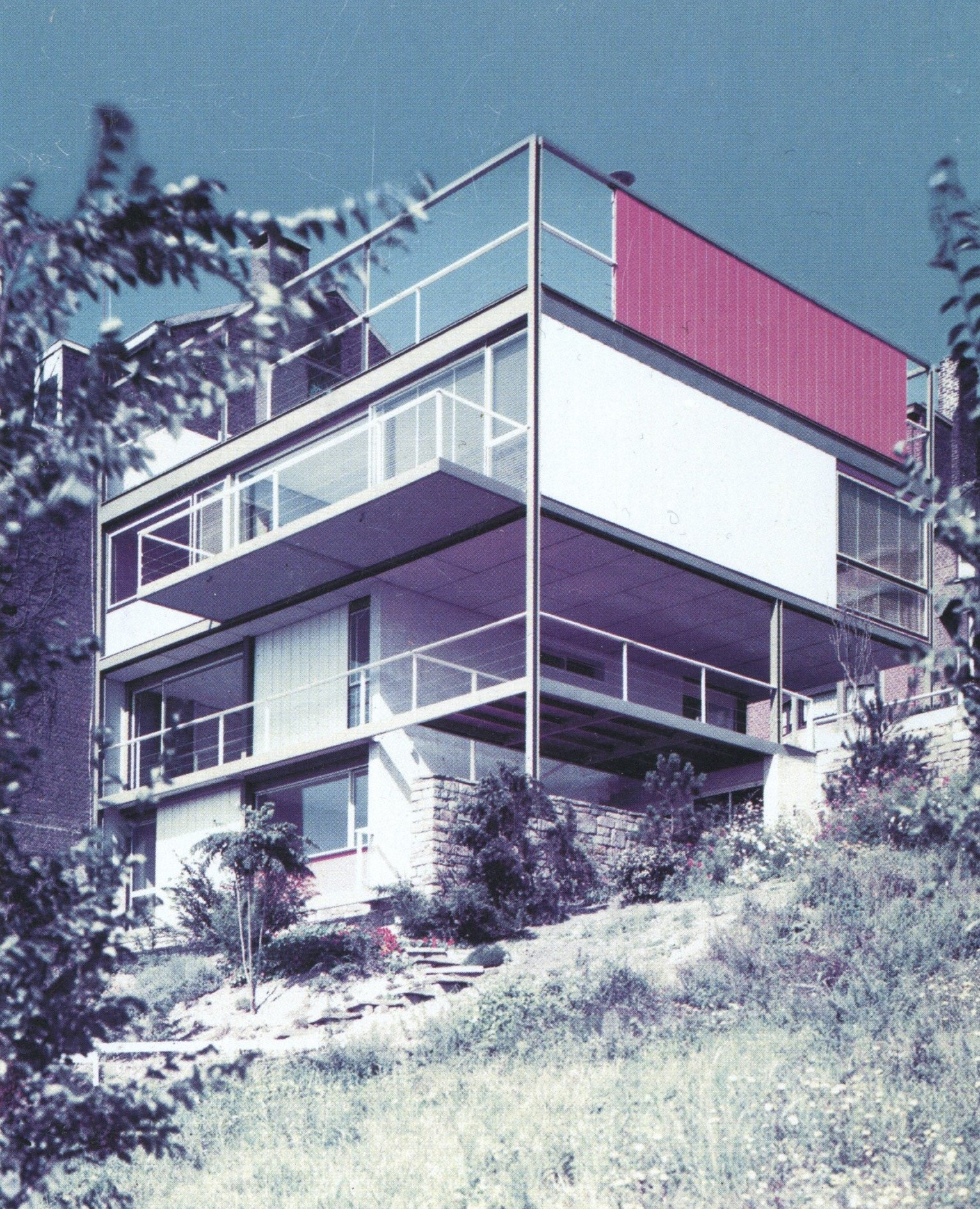
La maison Mozin vue depuis le parc

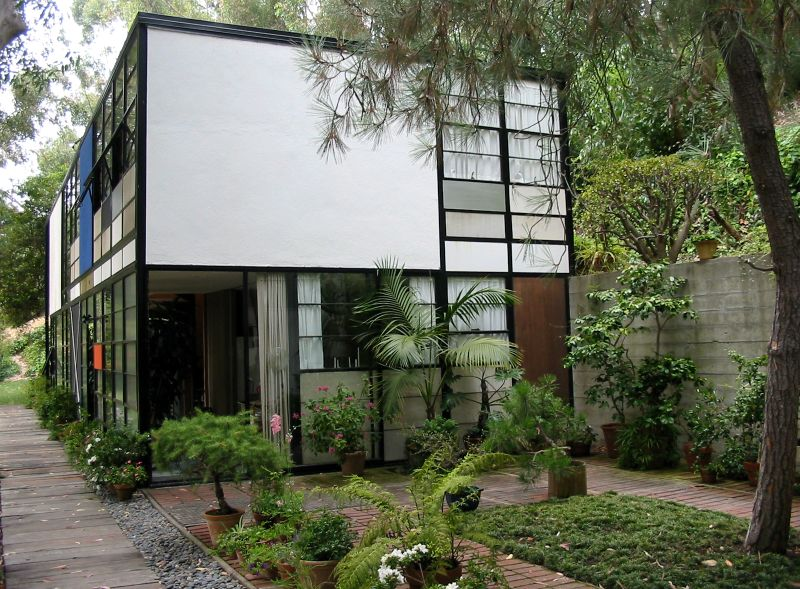
Case Study House n°8 - Eames House conçue par Charles et Ray Eames

Les réalisations du Groupe E.G.A.U. présentent un intérêt pour comprendre l'évolution de l'architecture en région wallonne en période d'après-guerre.
Des projets à portée individuelle comme les maisons d'architectes constituent des témoins importants pour comprendre l'histoire de l'architecture. D'autant plus grâce aux architectes modernistes belges, qui ne parviennent que très difficilement à s'extraire de leur rayonnement local. Pour briser cet isolement, ils font de leurs maisons personnelles des œuvres emblématiques, showrooms de leurs compétences, pour tenter de porter leur production à une échelle internationale.
À la fin des années 50, les traces de la seconde guerre mondiale commencent à s'estomper en Europe de l'Ouest. L'optimisme est présent et la vie quotidienne belge s'américanise peu à peu, impactant ainsi l'architecture. S'ensuit le style 58, qui apparaît plusieurs années avant l'exposition à laquelle il doit son nom. Se prépare donc l'Exposition universelle de 1958 à Bruxelles et son lot de constructions pour l'accompagner. Cette exposition fédère les énergies liées à la bonne croissance et économie dont jouit la Belgique à l'époque.
Le style 58 humanise le modernisme à l'aide de couleurs joyeuses et de formes dynamiques. Reflet de l'optimisme ambiant, cette tendance pleine de fraîcheur et de fantaisie influence tant le design que l'architecture.

En 1961, on pouvait lire dans la revue La Maison :
"Le modernisme du temps présent est aussi différent du modernisme de 1930 que le léopard l'est du rhinocéros à trois cornes. L'aspect massif et puritain fit place à des structures plus légères, des rythmes plus souples, des colorations plus nuancées. [...] la génération actuelle réintroduit dans les compositions la ligne qui avait été considérée comme honteuse, la couleur autrefois humiliée, le détail ornemental heureux [...]. En somme, les poètes l'ont emporté sur les moralistes. [...] Et l'ambiance est retrouvée."
Largement influencé par les case study houses californiennes, Mozin s'inspire de l'usage de l'acier dans les réalisations des architectes sollicités pour ce programme visant à répondre à la crise du logement d'après-guerre. Il s'agit de construire des maisons reproductibles en série, modernes et économiques, avec des techniques de construction et matériaux innovants et issus de la guerre. L'intégration d'objets de design dans l'habitation comme éléments structurant l'aménagement intérieur font leur apparition.
L'architecture d'avant-garde et l'importance de la maison dans le contexte urbain font de la maison Mozin une des plus célèbres des réalisations liégeoises.

## Description du bâtiment

### Intégration dans le contexte

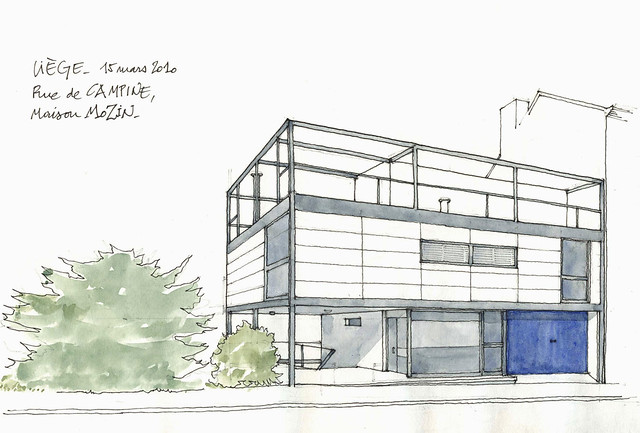
Croquis et aquarelle de la maison Mozin par Gérard Michel, dessinateur liégeois

Pour intégrer le projet dans son contexte, l'architecte a dû répondre à deux besoins : celui de construire sur un terrain en pente et celui de fermer l’îlot.
Le défi constructif de la maison était de s'implanter sur un terrain en forte pente. La région ayant fait l'objet de nombreuses exploitations minières, à Liège, la question de construire sur des pentes et sur des terrains aux sols instables est fréquente et donne lieu à des solutions ingénieuses pour articuler l'organisation des pièces. 
Sa situation comme dernière maison de l’enfilade lui confère la responsabilité de fermer l’îlot. 
Lors de la vente du terrain, un minimum de trois niveaux à rue et l’obligation de s’adosser au mitoyen pour obtenir une architecture à trois façades conservant l’ouverture vers le parc étaient imposés par la commune. Le style moderniste de la maison en rupture avec le bâti de typologie traditionnelle permet de renforcer son caractère en tant que dernière maison de l'enfilade. Les façades sont une composition entre les panneaux de remplissage, le verre et le vide, contrastant ainsi avec la façade en briques rouges, caractéristique des maisons liégeoises.
La parcelle fait 16 mètres de large, pourtant, la maison présente une largeur de 13 mètres, lui permettant de s’écarter de trois mètres de la limite du parc. Cet écart magnifie l’accès à la maison, qui se fait par la façade latérale, induit par un porche créé par le plancher du premier étage de la maison, offrant une perspective vers le parc dès l’entrée, renforçant le rapport de la maison à son contexte. Ce porche donne l’impression que l’espace public se prolonge.

### Construction et matériaux

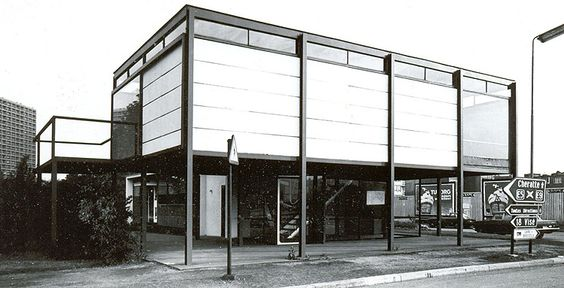
Pavillon d’accueil de Droixhe (1955)

Profondément ancré dans la pratique et l'expérimentation du Groupe E.G.A.U. qui met en œuvre le béton et le métal dans de grands projets comme l'ancienne gare des Guillemins (1956-1958) et les logements sociaux de Droixhe (1951-1979), Jules Mozin choisit d'utiliser l'acier pour cette maison s'implantant sur un terrain à fort dénivelé. En effet, elle repose sur une ossature en acier, qui, elle-même, repose sur des fondations robustes en béton armé.
L’usage de l’acier provient de l’inspiration notable de Mozin pour les case study houses et de leur utilisation de l’acier permettant de mettre en œuvre des habitations en série rapidement. Cette technique est inhabituelle pour une habitation dans un contexte urbain. Les façades sont complétées par l'ajout de panneaux légers de remplissage.
C'est une technique récurrente dans la pratique de Jules Mozin, que l'on retrouve dans une réalisation antérieure à la maison Mozin ; le pavillon d'accueil de Droixhe (1955, démoli en 2003).
Le verre est également utilisé en abondance. On le retrouve en façade et dans les espaces intérieurs, introduisant ce nouveau rapport à la nature et au monde extérieur. L’usage du verre découle naturellement des exigences hygiénistes du modernisme d’entre-deux-guerres, qui ont pour principes "Iight, air & opennes", consistant à faire rentrer de l’air et de la lumière naturelle dans les habitations, produits par de larges baies vitrées, permises par l'emploi de l'ossature métallique, évidant les angles des étages de la construction.
Le bâtiment illustre les tendances architecturales et décoratives du style 58 en Belgique, notamment grâce à l'utilisation de matériaux lisses et colorés, la dynamique élancée des formes et de l'influence constructive des progrès technologiques.

### Fonctionnement en plan

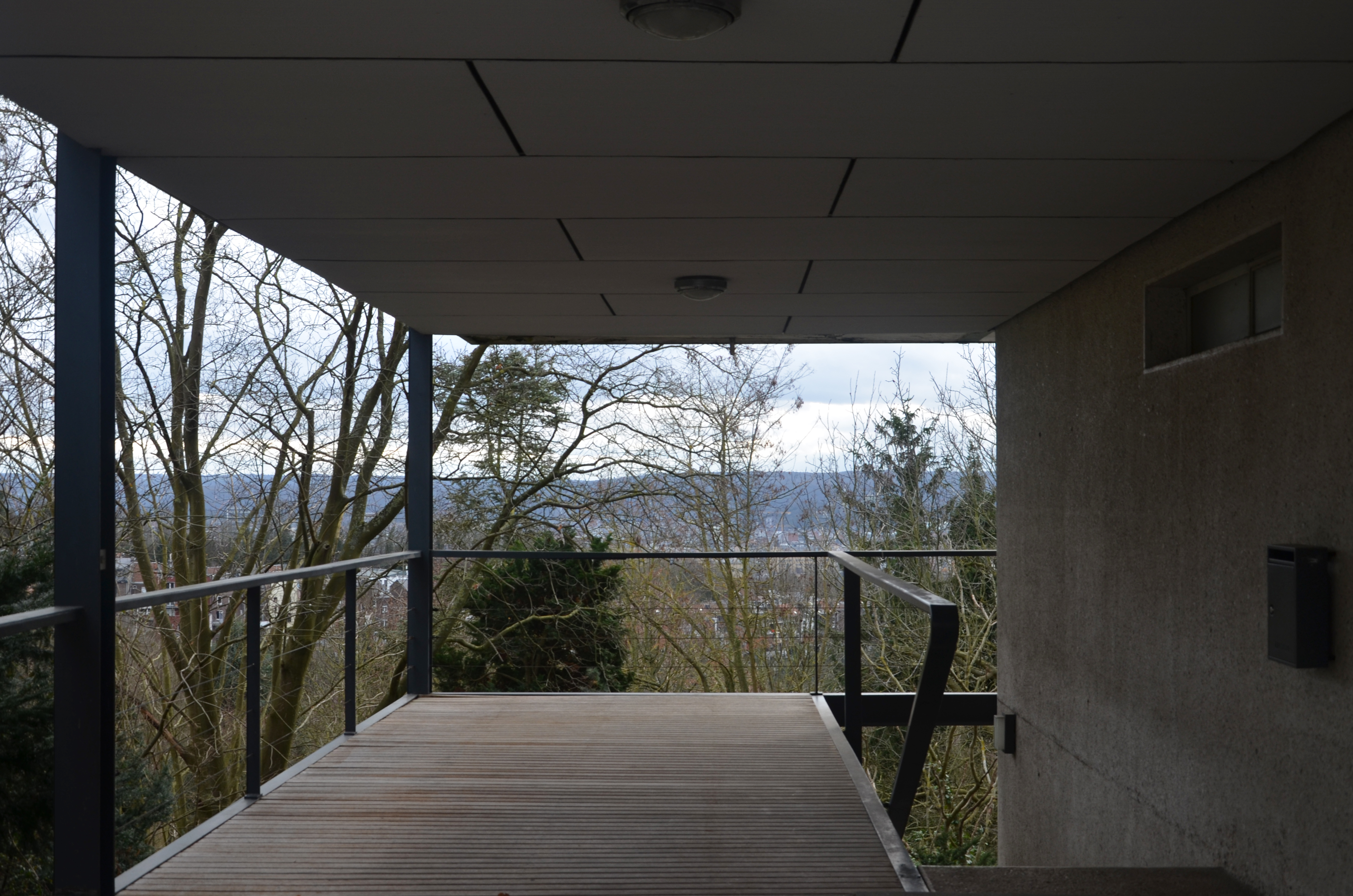
Porche d'entrée - rapport au contexte

Tous les espaces sont pensés en tant que projection vers l'extérieur. Orienté au sud, le séjour offre un panorama sur le centre-ville de Liège, la végétation et le soleil à l'aide de ses grandes baies vitrées. La générosité des espaces accentue le sentiment de liberté éprouvé dans la maison.
La manière de vivre dans une maison change : elle n'est plus un refuge d'une nature hostile mais bien un lieu s'ouvrant sur un environnement domestiqué, sans être ostentatoire, en assumant sa structure en toute honnêteté.
Au niveau du sous-sol, un escalier extérieur indépendant amène directement à un petit appartement, habité par le père de Jules Mozin. Le mur extérieur est en retrait pour permettre une intimité par rapport au jardin. Le reste du sous-sol est occupé par des équipements tels que la chaudière à charbon, la réserve, la buanderie et d’une chambre de bonne.
Au rez-de-chaussée, la surface fermée, plus petite d'un tiers que celle de l’étage, se trouve une terrasse et un large espace couvert, par lequel on accède directement à l’entrée de la maison. En entrant, on trouve un vestiaire, comportant un sanitaire et un bureau studio orienté vers le panorama de la ville. Un garage pour deux voitures s’ouvre vers la rue. Un escalier bien dégagé, semblant flotter, permet d’accéder aux étages supérieurs et au sous-sol. Cet escalier participe au volume du séjour et dynamise l’habitation.
Au premier étage, un châssis coulissant vitré permet d’ouvrir le séjour sur une terrasse. En relation directe avec le séjour, la salle à manger se trouve côté rue. Du palier, on accède à la cuisine qui se trouve en façade avant, aux chambres à coucher et à la salle de bain,.
À cela, viennent s'ajouter des éléments de mobilier, qui agissent comme des objets sculptant l'espace. Jules Mozin ayant un entourage d’artistes, des œuvres d’art s’immiscent dans son habitation.
La maison se termine par le deuxième étage, dans lequel on retrouve un large toit-terrasse, l'un des cinq points de l'architecture moderne, s'inscrivant ainsi dans la tradition moderniste. Ce toit-terrasse a une fonction de solarium, intimisé du côté de la rue par le bloc de la cage d'escalier et de quelques rangements et latéralement, à l'aide de panneaux faisant écran à la curiosité des voisins. La structure métallique se prolonge pour dessiner virtuellement l'étage et terminer les proportions de l'ensemble.

## Retombées médiatiques

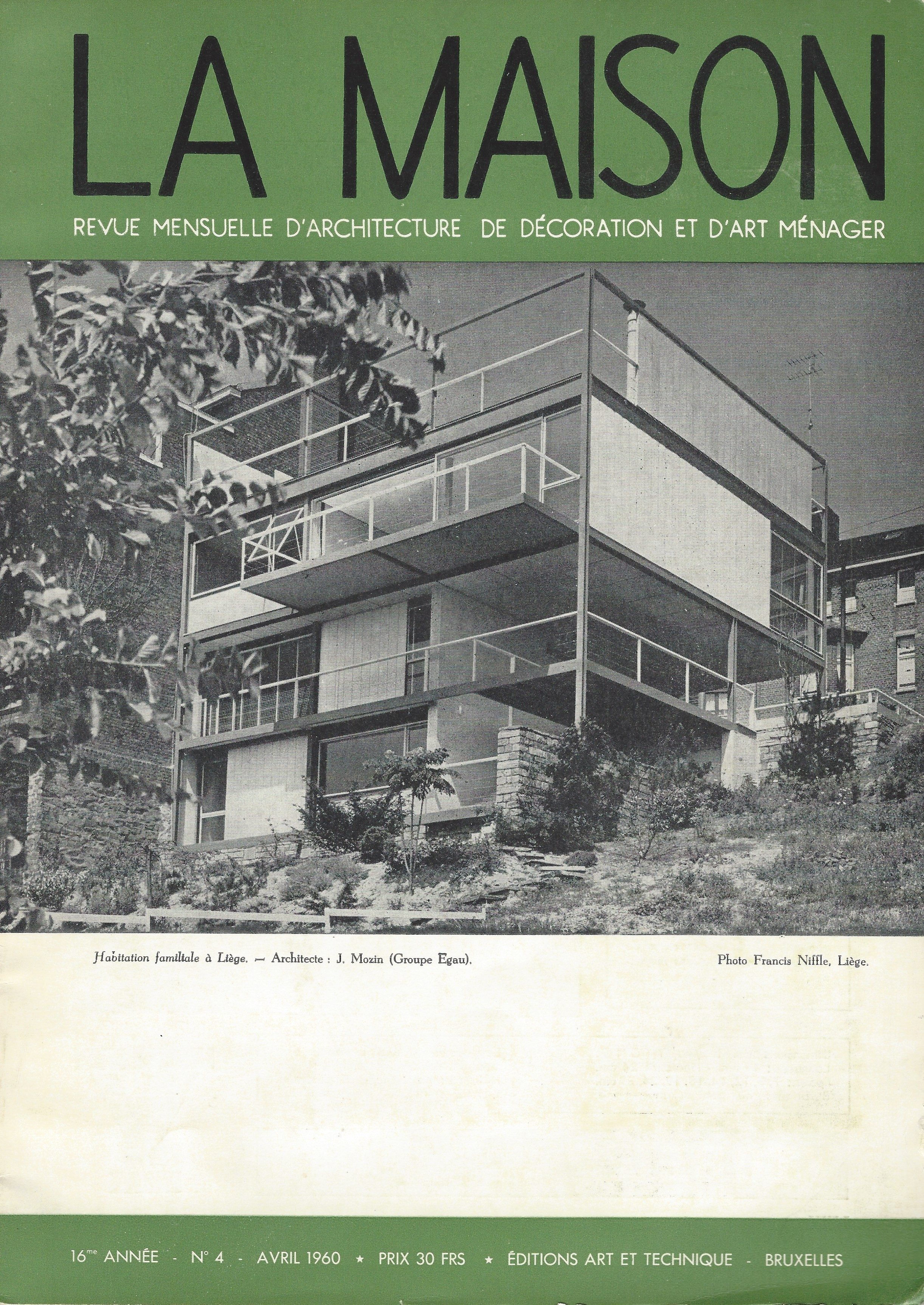
Une de La Maison - avril 1960

La maison Mozin a bénéficié, dès sa construction, d'une reconnaissance internationale, cristallisant les principes et idées modernes véhiculées à l'étranger. 
La célébrité de cette maison est manifeste car c'est l'une des seules architectures belges autant publiée à l'étranger. Cette reconnaissance permet de donner une certaine notoriété à Liège et à ses architectes, qui cherchent à étendre leur rayonnement, principalement local, à l'époque.

Parmi de nombreuses parutions dans des revues internationales, la maison Mozin fait la une de la revue La Maison - revue mensuelle d'architecture, de décoration et d'art ménager, qui lui consacre un article.
Extrait de l’article de La Maison : 
« Une construction d’un caractère décidé, viril, où tout est médité et raisonnable dans l’audace. Une architecture nette possédant un certain pouvoir de rugissement, comme une affirmation impérieuse de volonté de vitalité. »

## Aujourd'hui
Aujourd'hui, la maison n'appartient plus à la famille Mozin mais a été rachetée en l'état par un propriétaire privé en 1996.
La maison Mozin est, depuis le 22 février 2011, classée comme monument protégé,. C'est l'un des rares bâtiments d'après-guerre à bénéficier de ce classement en Wallonie. Quelques modifications qui n'entament pas son intégrité et restaurations y ont été apportées. La maison conserve bien ses volumétries et aménagements d'origine.
Des éléments de mobilier originaux y sont encore présents.
Néanmoins, au début des années 70, une modification notable a été effectuée par Jules Mozin lui-même, qui a modifié l'aspect élancé de la façade en remplaçant les panneaux de remplissage par de nouveaux panneaux en asbeste-ciment. Les nouveaux panneaux, posés à l'horizontale, alors que les originaux étaient, eux, posés à la verticale, modifient la lecture de la façade à rue.
Une fine toiture métallique a également été ajoutée, au niveau de la façade arrière, pour protéger la terrasse du séjour de l'ensoleillement.